# Педипальпы
Педипа́льпы (от лат. pēs «нога» + palpo «гладить, щупать»), или ногощу́пальца, — вторая пара конечностей на просоме хелицеровых (Chelicerata). Располагаются сбоку или позади хелицер и предшествуют первой паре ходильных ног. У половозрелых самцов пауков последний членик педипальп превращён в совокупительный аппарат — цимбиум.

## Гомология
Традиционно педипальпы считаются гомологичными мандибулам ракообразных и насекомых. В более поздних исследованиях (в том числе с основанных на экспрессии гомеозисных генов) получила некоторую поддержку гипотеза о гомологии педипальп и второй пары антенн.

## Строение и функции
Состоят из 6 члеников: тазика, вертлуга, бедра, колена, голени и лапки. Вытянутые, похожие на ходные ноги педипальпы многих паукообразных функционируют как орган осязания и — в меньшей степени — опора при движении (пауки, сольпуги, кенении, рицинулеи, часть сенокосцев и клещей); в других группах они получают сильное развитие, вооружены клешнями и служат для захвата жертвы при охоте (скорпионы, фрины, телифоны, шизомиды, ложноскорпионы, часть сенокосцев и клещей). Существуют различные гипотезы относительно того, какое из этих состояний педипальп было исходным. Педипальпы примитивных водных хелицеровых ископаемых ракоскорпионов и современных мечехвостов характеризуются наличием сильных клешен.
У клещей и телифонов тазики педипальп образуют стенки предротовой полости. У пауков тазики часто имеют отростки, называемые гнатобазами, которые функционируют как элементы ротового аппарата; у некоторых представителей отряда гнатобазы педипальп дополнены аналогичными образованиями на тазиках первой пары ног.

### Педипальпы пауков

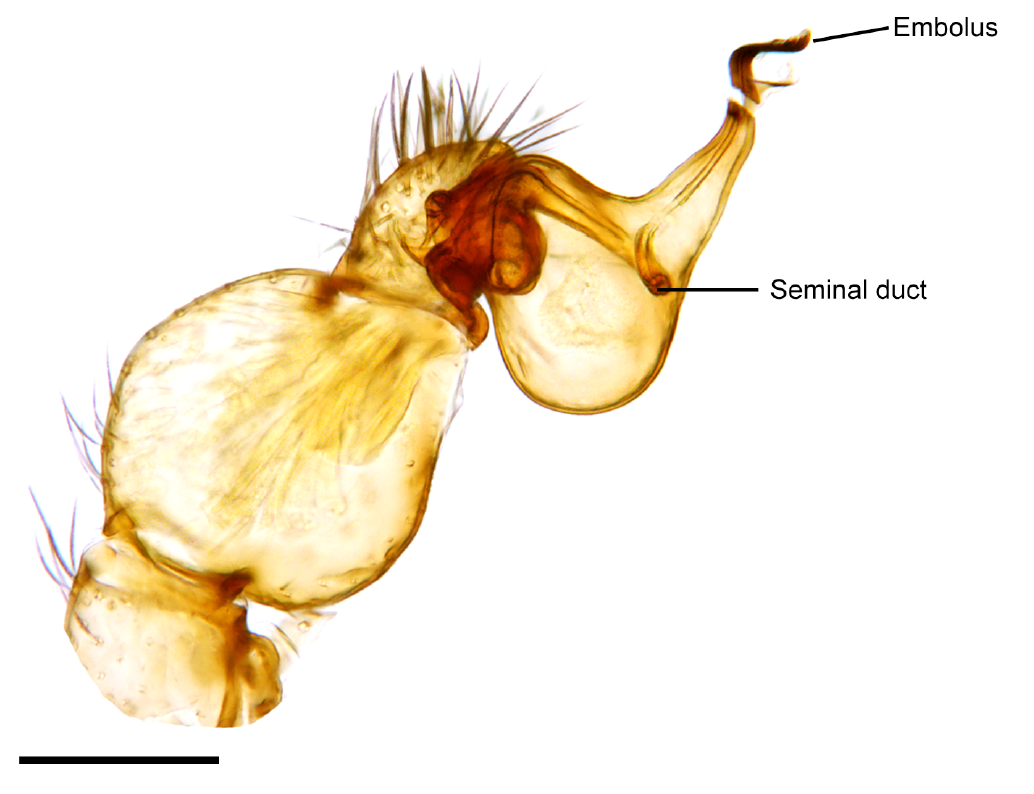
Совокупительный аппарат паука Unicorn catleyi

Педипальпы у пауков имеют такую же сегментацию ног, но сегмент tarsus не разделён и pretarsus не имеет боковых когтей. У половозрелых мужских особей пауков конечный сегмент педипальп, tarsus, развивается в сложную структуру совокупительного аппарата, который используется для передачи спермы к женским семенным сосудам при спаривании. Детали этой структуры существенно различаются между различными группами пауков и полезны для идентификации видов.
Педипальпы содержат чувствительные химические детекторы и функционируют как органы вкуса и запаха, дополняя аналогичные имеющиеся на ногах.
На конце педипальпы пауков расположена структура цимбиум, по форме напоминающая ложку и поддерживающая совокупительный аппарат. Цимбиум также может использоваться пауками как орган стридуляции при ухаживании.
Узкое плетевидное или похожее на лист расширение совокупительного аппарата называется embolus.